# Megalastrum aripense
Megalastrum aripense là một loài thực vật có mạch trong họ Dryopteridaceae. Loài này được (C. Chr. & Maxon) A.R. Sm. & R.C. Moran miêu tả khoa học đầu tiên năm 1987.